# 최혜영 (기자)
최헤영 은 대한민국의 SBS 보도본부 영상취재부 기자이다.

## 경력
- SBS 영상취재부 기자